# Томе Момировски
Томе Момировски (на македонска литературна норма: Томе Момировски) е писател, есеист, критик и преводач от Република Македония.

## Биография
Роден е на 4 април 1927 година в Кичево, тогава в Югославия. Завършва Философския факултет на Скопския университет. Главен редактор е на списанията „Иднина“ (Скопие), „Културен живот“ (Белград), на вестника „Млад борец“ (Скопие) и на Радио Скопие, както и редактор на списанията „Современост“, „Културен живот“ и „Погледи“ в Скопие.
Момировски е културен министър на Македония, председател на Културно-просветната общност на Македония, председател на Комисията за култура и изкуство на Съюзната конференция на Югославия. Член е на Дружеството на писателите на Македония от 1957 година и на Македонския ПЕН център.
Умира в Скопие на 20 март 2012 година.

## Творчество
- Стреи и песоци (пътеписна проза, 1956),
- Чекори (разкази, 1957),
- Грешна недела (роман, 1961),
- Неспокои (разкази и новели, 1969),
- Години несоници (роман, 1972),
- Културата, културните вредности и младината (есета, 1975),
- Бреслики (повест, 1976),
- Односи и синтези (есета и критики, 1978),
- Културата и просторот (есета, 1979),
- Акцијаши (роман, 1982),
- Вишнеење (драма, 1983),
- Искована песна (антология на македонска поезия, 1984),
- Идеи и творештво (есета и критики, 1984),
- Виделина (разкази и новели, 1984),
- Охридска Талија (монодрама, 1985),
- Коловратница (разкази, 1986),
- Културна соработка и заедништво (монография, 1987),
- Бела (повест за деца, 1987),
- Избрани дела (в пет тома, 1987)
- Крстопати (есеи и критики, 1990),
- Светлоносецот од Преспа (биографично-есеистична книга за поета Мите Богоевски, 1992),
- Чун (роман, 1992),
- Ластари (разкази за деца, 1993),
- Живописана земја (есеистично пътеписна проза, 1995),
- Снежинки (приказки за деца, 1996),
- По полноќ (роман, 1998)
- Младбелина (поезия, 2000).

Носител е на наградите „11 октомври“, „13 ноември“, „Рациново признание“, „РТВ на СВП“, „Климент Охридски“ и „Мито Хадживасилев – Ясмин“.